# Red Wings Airlines
Red Wings Airlines (in russo Ред Вингс?) è una compagnia aerea russa con la base tecnica all'aeroporto di Mosca-Domodedovo nell'oblast' di Mosca, nella Russia europea.

## Storia
Red Wings è stata fondata nel 1999 con il nome VARZ-400, dall'acronimo russo di Vnukovo Avia Repair Factory. È stata ribattezzata Airlines 400 nel 2001, prima di adottare il nome attuale nel 2007.
La compagnia era di proprietà del magnate russo Alexander Lebedev, che voleva creare una compagnia aerea a basso costo utilizzando i moderni Tupolev Tu-204-100B da 210 passeggeri a doppio getto di fabbricazione russa, sia di nuova costruzione che usati. La compagnia aveva una flotta di dieci Tu-204-100B (un undicesimo Tu-204 è stato cancellato dopo lo schianto all'aeroporto internazionale di Vnukovo il 29 dicembre 2012), e aveva anche cercato di acquisire Airbus A320 e Airbus A321 per completare la sua flotta.
Lebedev possedeva anche il 49% della compagnia aerea charter tedesca Blue Wings, che sarebbe diventata la consociata di Red Wings. Tuttavia, il 13 gennaio 2010, Blue Wings ha cessato tutte le operazioni e ha presentato istanza di fallimento, citando la crisi finanziaria globale per il ritiro degli investitori.
Dopo l'incidente del volo Red Wings 9268 del dicembre 2012 a Vnukovo, le autorità aeronautiche russe hanno avviato un controllo di emergenza delle attività operative della compagnia aerea e della manutenzione della flotta, con conseguente revoca dell'AOC del vettore, con effetto dal 4 febbraio 2013. La compagnia aerea aveva cessato tutte le operazioni il giorno prima e il proprietario Alexander Lebedev aveva annunciato che non era previsto alcun ritorno all'attività.
Il 4 aprile 2013, NRC ha venduto il gruppo "Guta" di Red Wings Airlines per un rublo simbolico (in questo caso, l'aereo in leasing è rimasto alla società locatrice di proprietà di NRC "Ilyushin Finance"). I nuovi proprietari di Red Wings prevedevano di aumentare la flotta a 10-15 velivoli; la compagnia aerea avrebbe acquistato solo aerei russi. Il 25 aprile 2013, Red Wings ha annunciato che sarebbe stata guidata da Sergey Belov, il precedente amministratore delegato della compagnia aerea "Russia". Il 18 giugno 2013, l'Agenzia federale per il trasporto aereo ha rinnovato il certificato di trasporto commerciale di passeggeri e merci di Red Wings. Il 22 giugno, la compagnia aerea ha ripreso i voli charter e il 12 luglio i voli di linea da Mosca.
Per aumentare il potere commerciale, Red Wings e Nordavia decisero di fondersi. Ma, mentre il processo è stato avviato, non è mai stata annunciata una data che finalizzasse la fusione o chiarisse le future relazioni commerciali e le identità del marchio delle due compagnie aeree. Il piano prevedeva che gli Airbus A320 inizialmente ordinati da Nordavia fossero consegnati a Red Wings. Il nuovo marchio doveva essere annunciato dopo il completamento della fusione.
Il 20 settembre 2018, Red Wings ha annunciato il suo re-branding; il primo aereo ad arrivare con la livrea aggiornata è stato un Airbus A321, arrivato verso la fine del 2018.
Tra il 2017 e il 2018 tutti i Tu-204 e l'unico Tu-214 sono stati ritirati dal servizio in favore degli Airbus e dei Sukhoi Superjet 100; nel 2021 Red Wings ha preso possesso di due Boeing 777 per i voli a lungo raggio, prevedendo di acquisirne un altro entro la fine dell'anno.

## Destinazioni
Al 2021, Red Wings opera voli interni in Russia e voli internazionali verso Armenia, Serbia e Uzbekistan.

## Flotta

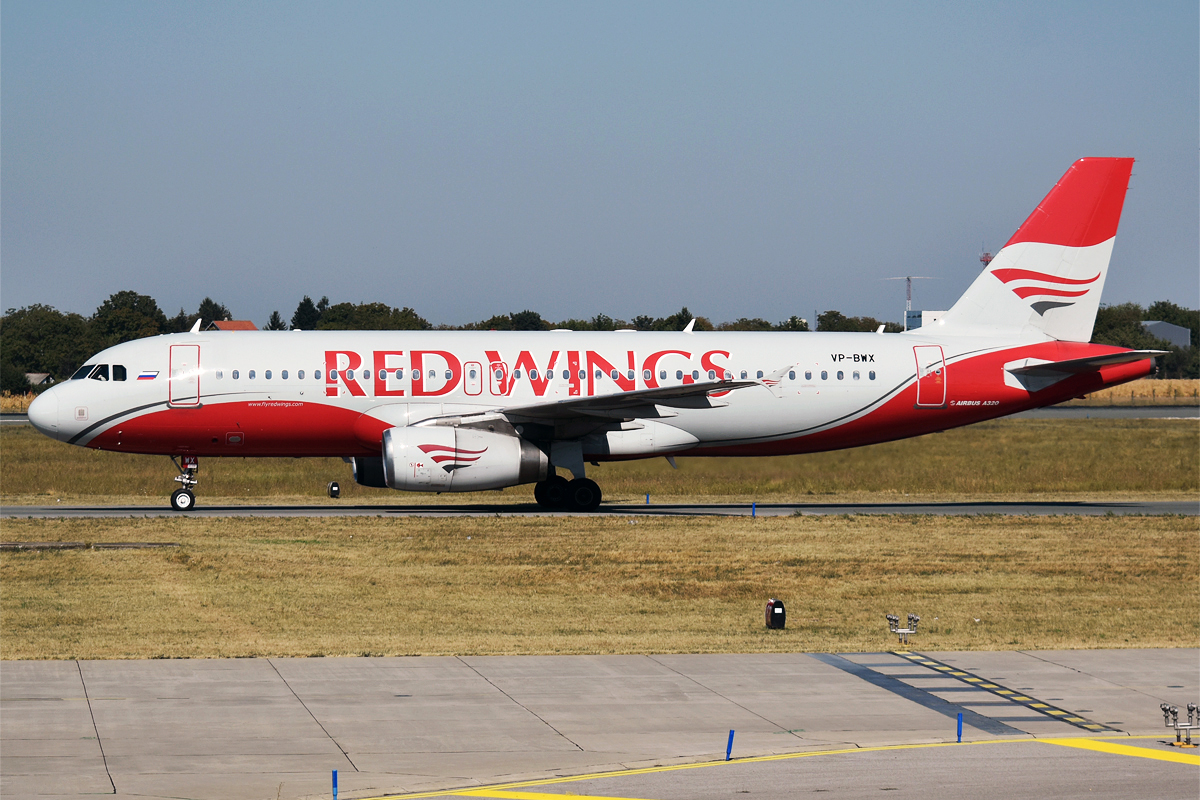
Un Airbus A320-200 nella vecchia livrea.

### Flotta attuale
A dicembre 2022 la flotta di Red Wings Airlines è così composta:

### Flotta storica
Red Wings Airlines operava in precedenza con i seguenti aeromobili:
- Ilyushin Il-76
- Tupolev Tu-154
- Tupolev Tu-204-100
- Tupolev Tu-204-100B
- Tupolev Tu-214

## Incidenti
- Il 29 dicembre 2012, il volo Red Wings Airlines 9268, operato da un Tupolev Tu-204, si è schiantato in fase di atterraggio all'aeroporto di Mosca-Vnukovo, in Russia, a seguito di un volo di riposizionamento dall'aeroporto di Pardubice, nella Repubblica Ceca. Non c'erano passeggeri a bordo, ma 5 degli 8 membri dell'equipaggio sono stati uccisi quando l'aereo ha colpito un fossato e le strutture dell'autostrada dopo aver superato la pista.[15]